# Carl Peter Hagberg

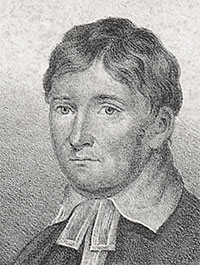
Carl Peter Hagberg-1847

Carl Peter Hagberg (23 november 1778, Rasbo - 15 september 1841) was een Zweeds priester en hofpredikant (de Rasboherder).
Hagberg was theoloog en prefect aan het theologisch seminarie te Lund en professor in de pastraaltheologie. In 1821 werd hij ingehuldigd in de Zweedse Academie, waar hij plaatsnam op zetel 2, als opvolger van Abraham Niclas Edelcrantz. Hagberg werd als een van de meest voorname spirituele vertellers van zijn tijd beschouwd.